# アイ信
株式会社アイ信（あいしん）は映像ソフトの販売・卸しを行っている日本の企業である。ボイジャーエクセル機器、リラクゼーション機器の販売や、シミュレーションゴルフ機器の販売なども行っていたが、映像ソフト部門は2010年に株式会社CSロジネットに譲渡（映像ソフトの直営店を含む）、ボイジャーエクセル機器販売部門も同年に佐田意識工学研究所へ譲渡されている。
ゴルフカフェの直営店として「アイ信インドアゴルフカフェ  銀座」を運営している。

## 沿革
- 1981年 - 映像ソフト制作･輸入･卸販売を主業務として会社設立
- 1986年 - マルチメディア事業部開設
- 1992年 - アイ信光と音の研究所開設
- 1992年 - ボイジャーエクセルの日本販売本部開設
- 1998年 - アイ信DVD館開設
- 1999年 - 光と音楽と1/ｆゆらぎの「エルヴァイジック L VibSIC」開発
- 2000年 - toto、日本スポーツ振興くじ販売委託
- 2003年 - アイ信向原出荷センター開設
- 2004年 - AIB事業部開設
- 2009年 - フルスクリーンゴルフ（シミュレーションゴルフ）事業開設
- 2009年 - Aishin indoor golf-cafe 銀座店　オープン
- 2010年 - 株式会社CSロジネットに映像ソフトパッケージ部門譲渡
- 2010年 - 佐田意識工学研究所にボイジャーエクセル販売部門譲渡

## 関連会社
- aiwin株式会社
- アイエルデー株式会社